# King Fahd Cup 1992
King Fahd Cup 1992 (arabiska: 1992 السعودية) var den första upplagan av fotbollsturneringen som senare kom att heta Fifa Confederations Cup. Turneringen spelades i Saudiarabien under perioden 15–20 oktober, 1992, till minne av Fahd bin Abdul Aziz, dåvarande kung i Saudiarabien.
Argentina besegrade värdnationen Saudiarabien med 3–1 i finalen. USA besegrade Elfenbenskusten i matchen om tredje pris.
Turneringen innehöll inget gruppspel, och samlade fyra lag från fyra fotbollsfederationer. Uefa (Europa) och OFC (Oceanien) stod utan medverkan.

## Deltagande lag

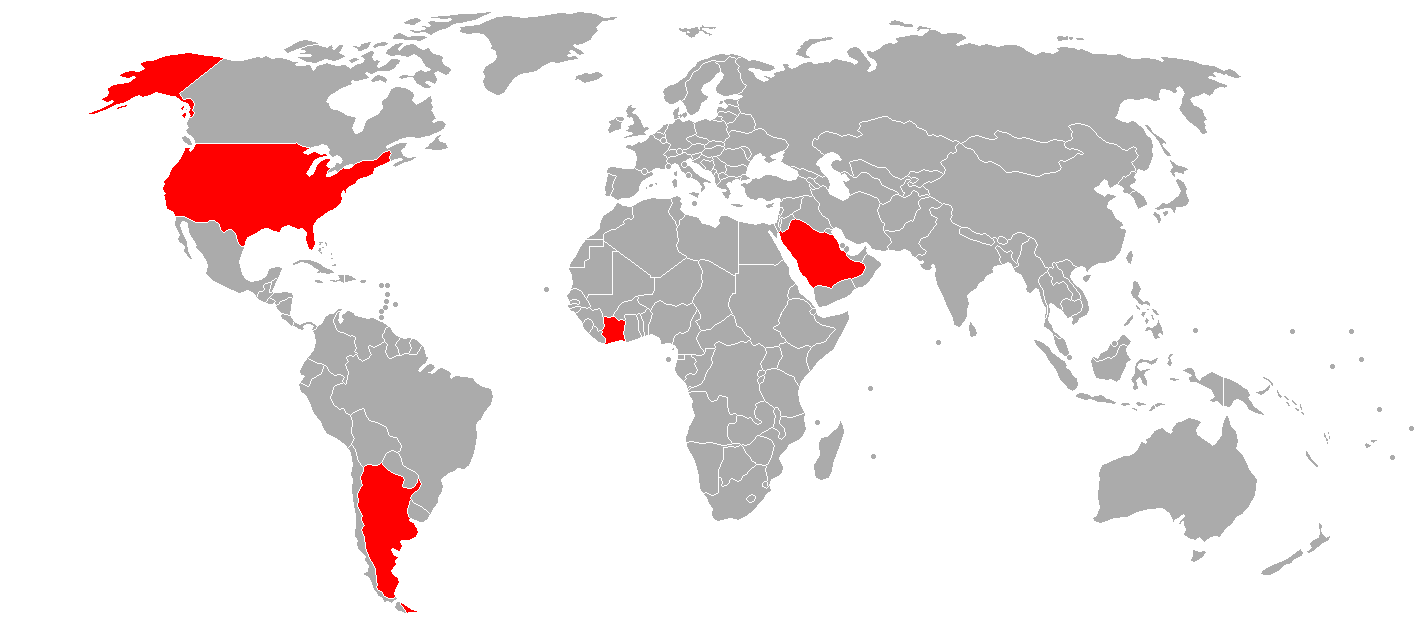
Deltagande lag i King Fahd Cup 1992

| Lag             | Konfederation | Kvalificering                                       |
| --------------- | ------------- | --------------------------------------------------- |
| Saudiarabien    | AFC           | Hemmalag och vinnare av asiatiska mästerskapet 1988 |
| Argentina       | CONMEBOL      | Vinnare av Copa América 1991                        |
| USA             | CONCACAF      | Vinnare av CONCACAF Gold Cup 1991                   |
| Elfenbenskusten | CAF           | Vinnare av afrikanska mästerskapet 1992             |

## Spelorter
Samtliga matcher spelades i King Fahd International Stadium i Riyadh. Arenan byggdes 1988 och har en publikkapacitet på 67 000 åskådare.

## Domare
| CAF - Lim Kee Chong Mauritius | AFC - Jamal Al-Sharif Syrien | CONCACAF - Rodrigo Badilla Costa Rica | CONMEBOL - Ulisses Tavares da Silva Brasilien |

## Matchrapporter
Samtliga matcher visas i arabisk standardtid (AST), UTC+3.

### Semifinaler
| 1                      | 15 oktober             | USA | 0 – 3           | Saudiarabien                                 | King Fahd International Stadium                                                                                  | |
| 00:00 AST Huvudartikel | 00:00 AST Huvudartikel |     | (0 – 0) Rapport | Al-Bishi 48′ Al-Thunayan 74′ Al-Muwallid 84′ | Riyadh, Saudiarabien · Publik: 70 000 · Domare: Ulisses Tavares da Silva (Brasilien) · Rött kort: Quinn (USA) 81 | Riyadh, Saudiarabien · Publik: 70 000 · Domare: Ulisses Tavares da Silva (Brasilien) · Rött kort: Quinn (USA) 81 |
| 00:00 AST Huvudartikel | 00:00 AST Huvudartikel |     |                 |                                              | Riyadh, Saudiarabien · Publik: 70 000 · Domare: Ulisses Tavares da Silva (Brasilien) · Rött kort: Quinn (USA) 81 | Riyadh, Saudiarabien · Publik: 70 000 · Domare: Ulisses Tavares da Silva (Brasilien) · Rött kort: Quinn (USA) 81 |
| 00:00 AST Huvudartikel | 00:00 AST Huvudartikel |     |                 |                                              | Riyadh, Saudiarabien · Publik: 70 000 · Domare: Ulisses Tavares da Silva (Brasilien) · Rött kort: Quinn (USA) 81 | Riyadh, Saudiarabien · Publik: 70 000 · Domare: Ulisses Tavares da Silva (Brasilien) · Rött kort: Quinn (USA) 81 |

| 2                      | 16 oktober             | Argentina                                   | 4 – 0           | Elfenbenskusten | King Fahd International Stadium                                                                      | |
| 00:00 AST Huvudartikel | 00:00 AST Huvudartikel | Batistuta 2′, 10′ Altamirano 67′ Acosta 81′ | (2 – 0) Rapport |                 | Riyadh, Saudiarabien · Publik: 15 000 · Domare: Jamal Al-Sharif (Syrien) · Rött kort: Abduo (CIV) 51 | Riyadh, Saudiarabien · Publik: 15 000 · Domare: Jamal Al-Sharif (Syrien) · Rött kort: Abduo (CIV) 51 |
| 00:00 AST Huvudartikel | 00:00 AST Huvudartikel |                                             |                 |                 | Riyadh, Saudiarabien · Publik: 15 000 · Domare: Jamal Al-Sharif (Syrien) · Rött kort: Abduo (CIV) 51 | Riyadh, Saudiarabien · Publik: 15 000 · Domare: Jamal Al-Sharif (Syrien) · Rött kort: Abduo (CIV) 51 |
| 00:00 AST Huvudartikel | 00:00 AST Huvudartikel |                                             |                 |                 | Riyadh, Saudiarabien · Publik: 15 000 · Domare: Jamal Al-Sharif (Syrien) · Rött kort: Abduo (CIV) 51 | Riyadh, Saudiarabien · Publik: 15 000 · Domare: Jamal Al-Sharif (Syrien) · Rött kort: Abduo (CIV) 51 |

### Match om tredjepris
| 3                      | 19 oktober             | USA                                              | 5 – 2           | Elfenbenskusten    | King Fahd International Stadium                                         |                                                                         |
| 00:00 AST Huvudartikel | 00:00 AST Huvudartikel | Balboa 12′ Jones 31′ Wynalda 56′ Murray 67′, 83′ | (2 – 1) Rapport | Traoré 16′ Sie 76′ | Riyadh, Saudiarabien Publik: 9 500 Domare: Rodrigo Badilla (Costa Rica) | Riyadh, Saudiarabien Publik: 9 500 Domare: Rodrigo Badilla (Costa Rica) |
| 00:00 AST Huvudartikel | 00:00 AST Huvudartikel |                                                  |                 |                    | Riyadh, Saudiarabien Publik: 9 500 Domare: Rodrigo Badilla (Costa Rica) | Riyadh, Saudiarabien Publik: 9 500 Domare: Rodrigo Badilla (Costa Rica) |
| 00:00 AST Huvudartikel | 00:00 AST Huvudartikel |                                                  |                 |                    | Riyadh, Saudiarabien Publik: 9 500 Domare: Rodrigo Badilla (Costa Rica) | Riyadh, Saudiarabien Publik: 9 500 Domare: Rodrigo Badilla (Costa Rica) |

### Final
| 4            | 20 oktober   | Argentina                              | 3 – 1           | Saudiarabien   | King Fahd International Stadium                                       |                                                                       |
| Huvudartikel | Huvudartikel | Rodríguez 18′ Caniggia 24′ Simeone 64′ | (2 – 0) Rapport | Al-Owairan 65′ | Riyadh, Saudiarabien Publik: 75 000 Domare: Lim Kee Chong (Mauritius) | Riyadh, Saudiarabien Publik: 75 000 Domare: Lim Kee Chong (Mauritius) |
| Huvudartikel | Huvudartikel |                                        |                 |                | Riyadh, Saudiarabien Publik: 75 000 Domare: Lim Kee Chong (Mauritius) | Riyadh, Saudiarabien Publik: 75 000 Domare: Lim Kee Chong (Mauritius) |
| Huvudartikel | Huvudartikel |                                        |                 |                | Riyadh, Saudiarabien Publik: 75 000 Domare: Lim Kee Chong (Mauritius) | Riyadh, Saudiarabien Publik: 75 000 Domare: Lim Kee Chong (Mauritius) |

## Statistik

### Målskyttar
18 mål av 16 spelare gjordes under turneringen.
| Spelare            | GM | S | Sm  | STR | SpM |
| ------------------ | -- | - | --- | --- | --- |
| Bruce Murray       | 2  | 2 | 135 | 0   | 2   |
| Gabriel Batistuta  | 2  | 2 | 180 | 0   | 2   |
| Alberto Acosta     | 1  | 2 | 40  | 0   | 1   |
| Cobi Jones         | 1  | 1 | 63  | 0   | 1   |
| Eric Wynalda       | 1  | 1 | 90  | 0   | 1   |
| Yousuf Al-Thunayan | 1  | 1 | 90  | 0   | 1   |
| Leonardo Rodríguez | 1  | 2 | 140 | 0   | 1   |
| Fahad Al-Bishi     | 1  | 2 | 157 | 1   | 1   |
| Abdoulaye Traoré   | 1  | 2 | 180 | 0   | 1   |
| Claudio Caniggia   | 1  | 2 | 180 | 0   | 1   |
| Diego Simeone      | 1  | 2 | 180 | 0   | 1   |
| Donald-Olivier Sié | 1  | 2 | 180 | 0   | 1   |
| Khaled Al-Muwallid | 1  | 2 | 180 | 0   | 1   |
| Marcelo Balboa     | 1  | 2 | 180 | 0   | 1   |
| Ricardo Altamirano | 1  | 2 | 180 | 0   | 1   |
| Saeed Al-Owairan   | 1  | 2 | 180 | 0   | 1   |
| Spelare            | GM | S | Sm  | STR | SpM |

### Fotnoter
1. ↑  ”King Fahd International Sports Stadium”. Saudi Arabian Market Information Resource. Arkiverad från originalet den 13 november 2011. https://web.archive.org/web/20111113083415/http://www.saudinf.com/main/h52.htm. Läst 12 januari 2013.